# Henri D’Espine
Henri D’Espine (* 20. September 1895 in Genf; † 26. September 1982 ebenda) war ein Schweizer evangelischer Geistlicher und Hochschullehrer.

## Leben

### Familie

Wappen der Familie D’Espine

Henri D’Espine war der Sohn des Bankiers Edouard D'Espine (* 9. Oktober 1852; † 1931) und dessen Ehefrau Caroline (geb. Heusler); er hatte noch sechs Geschwister. Sein Grossvater war der Mediziner Marc-Jacob D'Espine (* 29. April 1806 in Genf; † 15. März 1860 ebenda) und sein Onkel der Mediziner Jean-Henri-Adolphe D'Espine (* 20. Februar 1846 in Genf; † 22. Juli 1930 in Cologny).
Seit 1922 war er mit Gabrielle (geb. Warnery) verheiratet.

### Werdegang
Henri D’Espine studierte in der Zeit von 1914 bis 1922 Theologie an den Universitäten Genf und Paris sowie in England und Schottland; 1920 erfolgte seine Ordination.
Von 1921 bis 1923 war er Sekretär des Schweizerischen Christlichen Studentenverbandes, von 1923 bis 1930 Pfarrer in Verviers in Belgien und von 1930 bis 1952 Pfarrer im Quartier Champel in Genf; in dieser Zeit war er 1936 Moderator der Compagnie des pasteurs.
1937 wurde er als Professor für Praktische Theologie an die Universität Genf berufen und blieb bis 1964 in diesem Amt; sein Nachfolger war Bernard Morel.

### Berufliches und Geistliches Wirken
Henri D’Espine wirkte im Sinne von Karl Barth und Alexandre Vinet, die ihn wesentlich beeinflusst hatten. Als hervorragender Prediger, zählte er während und nach dem Zweiten Weltkrieg zu den führenden Persönlichkeiten des schweizerischen Protestantismus.

## Mitgliedschaften
Als Präsident des Schweizerischen Evangelischen Kirchenbundes von 1954 bis 1962 war Henri D’Espine gleichzeitig Mitglied des Zentralausschusses des Ökumenischen Rats der Kirchen.

## Ehrungen und Auszeichnungen
Henri D’Espine wurde von 1954 von der Universität Basel, 1955 von der Universität Edinburgh und 1959 von der Universität Montpellier zum Dr. h. c. ernannt. 

## Schriften (Auswahl)
- Henri d' Espine; Michael Pfliegler; Lev A. Zander: Wie bringen wir den Studenten das Christentum dar? - Vorträge, gehalten auf der Sekretär-Konferenz, Bas Mornex, Hoch-Savoyen, Frankreich; 16. - 31. Mai 1925. 1925.
- Georges Dunant; Henri d' Espine: La foi, notre seul salut. Genève: Eglise nationale protestante de Genève, 1936.
- Notre tâche: allocutions aux proposants. Genève, 1937.
- Allocution prononcée à l'occasion de la réunion des territoriaux genevois protestants, le 22 juin 1941. Genève: Eglise Nationale Protestante, 1941.
- Ce qui vaut d'être défendu: allocution. Genève: Commission militaire de l'Eglise prot. de Genève, 1941.
- Vinet. Genève : Georg, 1942.
- Georges Nagel; Henri d' Espine; Jaques Courvoisier: Révolte et réforme à Jérusalem. Genève: Georg, 1942.
- Les anciens conducteurs de l'Église. Neuchâtel, Delachaux & Niestlé, 1946.
- Marie, mère de Jésus. Lausanne: Impr. La Concorde, 1951.
- The Apostolic Succession as an Ecumenical Issue. In: The Ecumenical Review, Januar 1952. S. 151–160.
- Henri d' Espine; Margit Möckli von Seggern: Die Ältesten, Leiter der Kirche. Zürich Zwingli-Verl. 1956.
- Alphonse Koechlin, pasteur et chef d'Eglise, 1885–1965. Geneve: Éditions Labor et Fides, 1971.